# Ultraviolence
Ultraviolence é o terceiro álbum de estúdio da artista musical norte-americana Lana Del Rey. O seu lançamento ocorreu em 13 de junho de 2014, através das gravadoras Interscope e Polydor Records. Apesar de ter cogitado a possibilidade de não gravar um novo CD pouco após o lançamento de seu segundo disco, Born To Die, em 2012, Del Rey começou a escrever músicas para o Ultraviolence no ano de 2013, ao lado de seu ex-namorado, Barrie O'Neill. A cantora prosseguiu com a produção do disco no início de 2014, ano em que conheceu Dan Auerbach, vocalista do The Black Keys, com o qual iniciou uma relação de trabalho que resultou na renovação do material que a cantora julgava ter concluído. Embora tenha contado com o auxílio de Greg Kurstin, Rick Nowels, entre outros, Auerbach foi responsável pela maior parte da produção musical de suas canções, que derivam em sua maior parte de estilos desert rock, rock psicodélico e soft rock, mas também apresentam influências do rock independente, presente em Born To Die, e de jazz fusion, e possuem o trabalho de instrumentos musicais variados, como guitarra elétrica, violão de doze cordas, bateria e mellotron.
Não sendo muito diferente de seu antecessor em termos líricos — abordando temas como o amor, o sexo, o dinheiro e a fama —, Ultraviolence recebeu análises geralmente positivas da mídia especializada, a qual prezou os vocais da artista e os coros presentes nas melodias. Notado por se tratar de um álbum conceitual, também recebeu elogios por sua produção e por seu estilo guiado pelo rock do final do anos 1950 e 1960, bem como pela sua melancolia e capacidade de fundir romances fatais a temas sexuais. Muitos analistas ainda ressaltaram a evolução musical apresentada por Del Rey em relação ao Born To Die, o qual foi alcunhado de inautêntico em várias resenhas, o que não foi observado em Ultraviolence. No entanto, alguns ainda criticaram o trabalho pelos temas recorrentes das canções.
Comercialmente, o material também obteve um desempenho positivo. Estreou em primeiro lugar nas tabelas musicais de 15 países, como na Austrália, Canadá e Reino Unido, e atingiu a marca de 1 milhão de cópias vendidas mundialmente poucas semanas após o seu lançamento. Nos Estados Unidos, tornou-se o primeiro da artista a culminar a Billboard 200 e, adicionalmente, converteu-a na cantora com a quarta melhor semana de vendas na liderança da tabela em 2014 — atrás apenas de Beyoncé, Taylor Swift e Barbra Streisand —, e registrou a terceira maior estreia no topo do periódico por uma mulher, graças às vendas de 182 mil exemplares em seus primeiros sete dias nas lojas, perdendo somente para as duas últimas.
Para a divulgação da obra, quatro singles oficiais foram lançados: "West Coast", o primeiro deles, recebeu aclamação dos críticos musicais e, em termos comerciais, conseguiu desempenhar-se entre as vinte melhores colocações em tabelas da Escócia, Espanha e Itália, entre outras nações europeias, assim como na estadunidense Billboard Hot 100. "Shades Of Cool", segunda música de trabalho, também foi louvada pelos críticos, embora comercialmente tenha falhado em conquistar o mesmo destaque. Seguiram-se, então, a faixa-título, "Ultraviolence", e "Brooklyn Baby", ambas recebidas com revisões em geral positivas pelos analistas, embora a primeira tenha sido criticada por tratar-se de assuntos como a violência doméstica de modo não muito claro se estava fazendo uma crítica a esta ou romantizando a mesma. Já no campo comercial, ambas obtiveram um desempenho moderado, sobretudo na América do Norte e na Europa Ocidental.

## Antecedentes e desenvolvimento

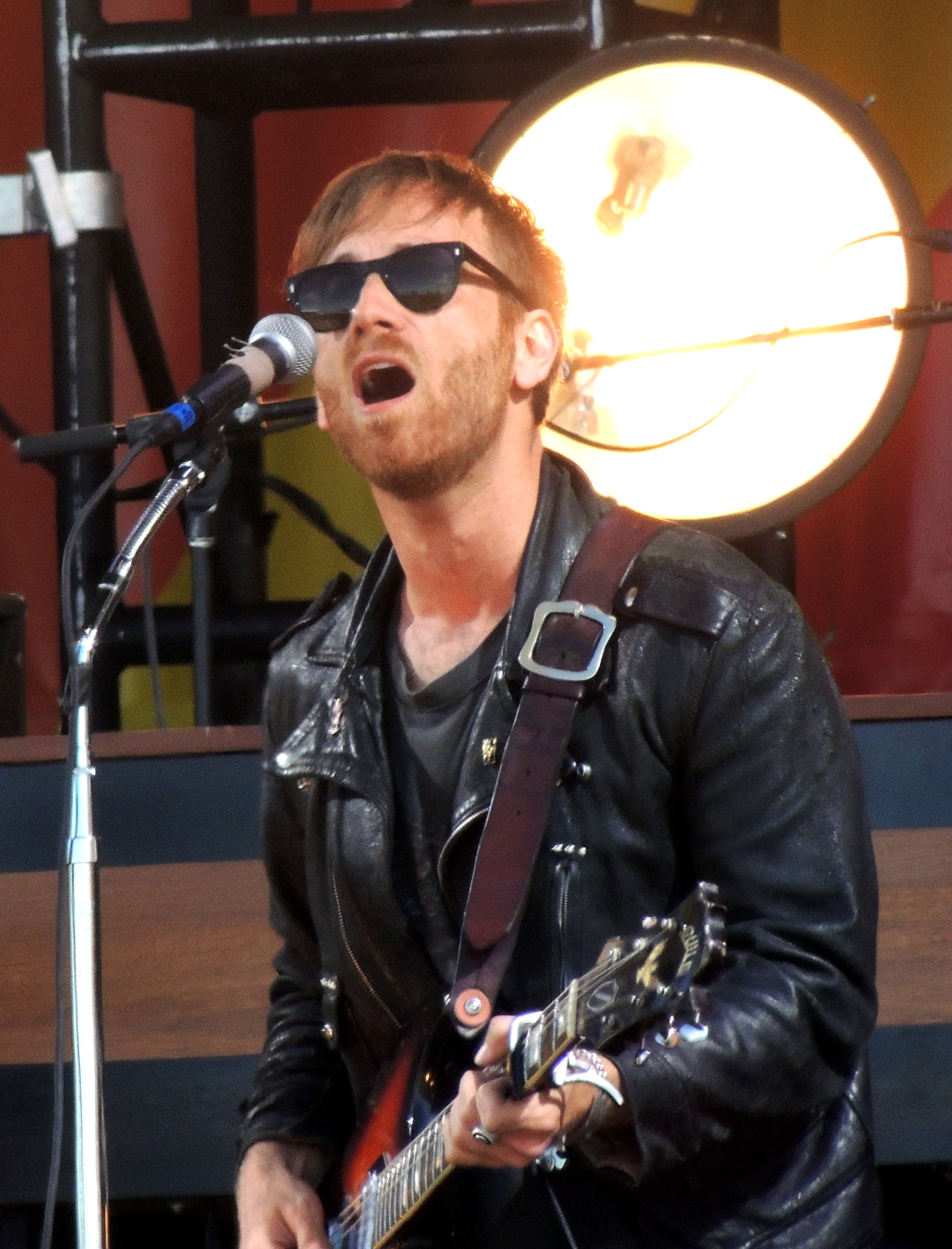
Após conhecer Dan Auerbach, no início de 2014, Del Rey resolveu renovar todo o material que ela pensava estar pronto para o disco, e chamou-o para produzir a maior parte do álbum.

Embora tenha revelado a possibilidade de não gravar um novo material após o lançamento do seu segundo disco, Born To Die, em 2012, a cantora editou o extended play (EP) Paradise em novembro daquele mesmo ano e, em fevereiro de 2013, confirmou que estava trabalhando lentamente em seu terceiro CD. Numa entrevista com a rede de televisão britânica British Broadcasting Corporation (BBC), Del Rey revelou ter escrito canções em Santa Mônica, na Califórnia, e estar ciente de como o registro soaria: "Um pouco mais despojado, mas ainda cinematográfico e obscuro", bastando apenas terminá-lo e ainda divulgou o título de uma de suas gravações concluídas, a faixa "Black Beauty". Também afirmou que estava produzindo obras discretas para o novo álbum e que estava trabalhando com Dan Heath e Barrie-James O'Neill, o seu ex-namorado, e tinha interesse em colaborar com Lou Reed. No entanto, em agosto, a artista comentou que a divulgação de diversas gravações demos na internet, devido a uma invasão de hackers em seu computador, teria prejudicado parte da elaboração do projeto e deixado-a desanimada.
Desiludida com o ocorrido, Del Rey voltou a comentar sobre a perspectiva de um novo álbum: "Quando as pessoas me perguntam sobre isso [um possível novo disco], eu tenho que ser honesta — eu realmente não sei (...) Eu não quero dizer, 'Sim, definitivamente — o próximo será melhor do que este', porque eu realmente não consigo visualizar um trabalho subsequente". Contudo, no início de 2014, surgiram rumores de que a cantora estaria utilizando o estúdio Easy Eye Sound, em Nashville, Tennessee, para sessões de gravações com Dan Auerbach, vocalista da banda The Black Keys, e que ele estaria produzindo algumas de suas canções. O trabalho da dupla foi confirmado pela própria em fevereiro de 2014, através de uma foto sua junto a Dan publicada na conta oficial da intérprete no Twitter, com a legenda: "Eu e Dan Auerbach estamos muito entusiasmados por apresentar-lhes Ultraviolence".
Segundo Del Rey, Auerbach foi recrutado para produzir em última hora, eles se conheceram através de Tom Elmhirst e alguns amigos em comum, ao saírem todos juntos em uma noite. Após conversarem sobre música e perceberem que tinham interesses em comum, a cantora mencionou que iria voltar a Nashville, para prosseguir com a elaboração de seu disco. Dan, então, convidou-a para gravar em seu estúdio Easy Eye e, embora pretendessem trabalhar juntos por apenas três dias, acabaram passando duas semanas produzindo o álbum por completo.
| “ | Estava constantemente em digressão e pensei ingenuamente que conseguia escrever na estrada, mas não funcionou. Finalmente, em dezembro de 2013, passei algumas semanas no Electric Lady Studios, onde gravei o disco todo, só com o meu guitarrista e um baterista de apoio, com o som moldado pelos Eagles. Foi aí que conheci o Dan e ele disse-me que o que tinha feito era muito rock clássico e, como resultado, refizemos tudo em Nashville. | ” |
|   | — Del Rey sobre o processo de criação e, após conhecer Dan, renovação do disco. |   |

Auerbach comentou sobre como foi trabalhar com Del Rey: "Ela impressionou-me todos os dias. Houve momentos em que ela estava lutando comigo. Eu senti que ela não queria que ninguém pensasse que ela não estava no controle, porque tenho certeza que deve ser muito difícil ser uma mulher na indústria musical. Então, nós batemos as cabeças um pouco, mas no final do dia estávamos dançando as canções (...) Cada crítica que eu ouvi sobre Lana Del Rey se provou errada quando estive com ela no estúdio". As sessões de gravação do projeto ocorreram ao vivo e com uma banda de sete músicos nos estúdios The Green Building, em Santa Mônica, Easy Eye Sound, em Nashville, Echo Studio, em Los Angeles, The Church Studios, em Londres e Electric Lady Studios, em Nova Iorque; toda a produção foi concluída em apenas seis semanas.

## Lançamento e capa
A primeira confirmação do lançamento do sucessor de Born To Die ocorreu em dezembro de 2013, quando Del Rey revelou ao público presente na estreia de Tropico, um curta-metragem estrelado pela própria, o título de seu terceiro álbum de estúdio, dizendo: "Eu queria que estivéssemos todos aqui reunidos para tentar visualizar o encerramento de um capítulo antes de lançar o novo disco, Ultraviolence". Os jornalistas identificaram a frase como uma referência ao conto distópico de Anthony Burgess, Laranja Mecânica (1962), mas os relatos foram conflitantes quanto à possibilidade de o título ser estilizado como uma ou duas palavras. Em fevereiro de 2014, Del Rey afirmou que o álbum poderia ser lançado no dia 1° de maio, mas um representante seu confirmou mais tarde que ainda não tinha uma data determinada para o lançamento do projeto. O mês oficial do lançamento do CD foi anunciado em 5 de maio de 2014, durante um concerto seu realizado em Montreal, no Canadá, onde a cantora comentou que o álbum seria lançado no mês seguinte. No dia 8, Del Rey revelou o alinhamento das faixas da edição original e deluxe do disco, enquanto que a sua arte de capa foi revelada um dia depois pela Universal Music. A imagem em preto e branco caracteriza a artista olhando para a câmera de forma inexpressiva, similar às utilizadas em Born To Die e Paradise, enquanto que o título do projeto é escrito de cor branca e letra maiúscula e é posicionado na parte inferior. A cantora está usando uma camiseta de cor branca, que transparece o seu sutiã sem alças, e está segurando a porta de um carro, do qual aparenta estar saindo.
Considerado um dos álbuns mais esperados de 2014, Ultraviolence ficou disponível nos formatos de CD e download digital em duas edições, uma padrão e outra deluxe, trazendo três faixas bônus nesta última. Foi inicialmente distribuído em 13 de junho de 2014 na Alemanha, Áustria e Suíça pela Universal Music, seguido de um lançamento no Reino Unido três dias depois pela Polydor Records. Nos Estados Unidos, Canadá e Espanha, foi lançado pela Interscope no dia 17 do mesmo mês, sendo enviado às lojas do Japão somente um dia mais tarde. No entanto, mesmo com o seu lançamento ocorrendo como o previsto, Dan Auerbach, produtor da maior parte das canções, e a própria Lana Del Rey afirmaram ter enfrentado dificuldades com a gravadora para lançar o material — a qual não teria ficado inicialmente satisfeita com o projeto. "Eu penso que havia gente com quem eles queriam que eu trabalhasse (...) Não sei quem são. Quando eu disse que estava pronto, eles perguntaram 'Tem certeza? Porque eu sinto que conseguiria ir mais longe'", revelou Del Rey em uma entrevista à Rolling Stone; a cantora ainda afirmou que os editores ameaçaram não lançar o álbum e não financiar as suas gravações, a não ser que os artistas levassem-no ao produtor Paul Epworth. Embora tenha se atrasado para mostrar o projeto a Epworth, ele acabou por ouvir as gravações inicialmente recusadas pela editora. "Ele [Paul Epworth] disse 'Isto é fantástico. Eu não mudaria nada' e depois o representante da editora rematou com 'É isso mesmo, também acho fantástico'", revelou Auerbach.

## Composição

### Temas e influências na composição

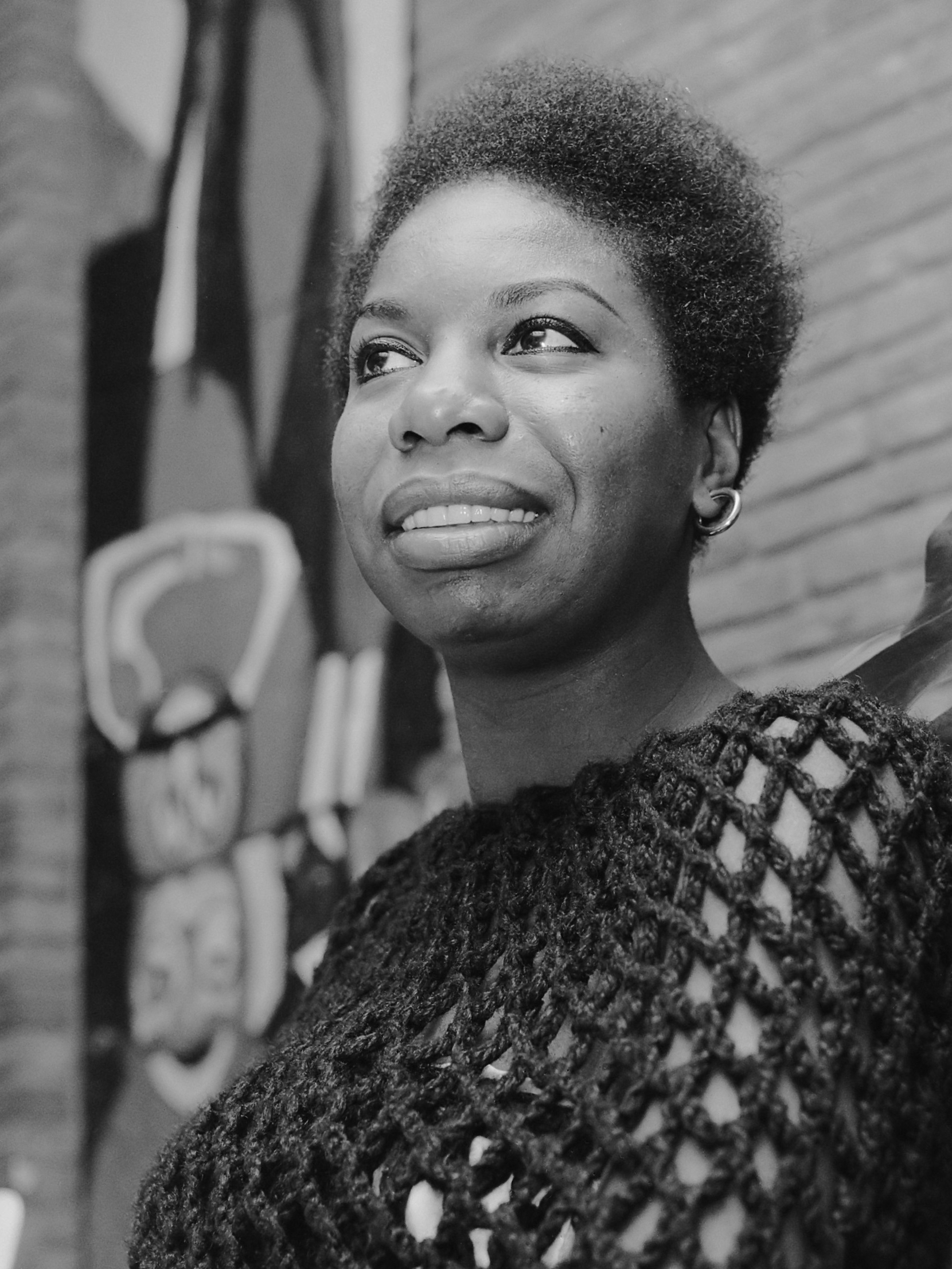
Críticos musicais notaram a influência de Nina Simone no estilo musical do álbum, e identificaram o termo "Jim", utilizado em "Ultraviolence", como uma possível referência a Jim Morrison.

Em termos musicais, Ultraviolence é nitidamente diferente de seus últimos lançamentos. Distanciando-se do hip hop predominante em Born To Die e do pop barroco de Paradise, o disco incorpora elementos de gêneros como o desert rock, o rock psicodélico e o soft rock, com influências do jazz fusion e do dream pop, embora tenha mantido-se fiel à estética escura e cinematográfica desenvolvida pela cantora em seus trabalhos anteriores. Tal mudança de estilo é comumente referida como proveniente do contato de Lana Del Rey com a música da Costa Oeste dos Estados Unidos e do Brooklyn, bem como da sua exposição ao rock de Nashville, Tennessee, ocorrida durante as sessões de gravação com Dan Auerbach. O seu apreço por músicos de jazz, como Nina Simone, Billie Holiday e Leonard Cohen, assim como pela banda de rock alternativo Nirvana e por artistas dos anos 1970, como Bob Seger, The Eagles, Dennis Wilson e Echo & The Bunnymen, também influenciou a sua mudança de direção musical durante a cultivação do som do projeto.
O álbum também difere de seu trabalho anterior por apresentar uma maior variedade de instrumentos musicais em sua composição; em "West Coast", por exemplo, pode-se ouvir um teremim em seus versos finais — o qual foi descrito como influenciado por "Good Vibrations" (1966), dos Beach Boys —, enquanto um solo de guitarra é tocado nas últimas linhas de "Shades Of Cool" e vocais de apoio masculinos fecham "Brooklyn Baby". Instrumentos como guitarra elétrica, violão de doze cordas e mellotron complementam a sua exploração do blues rock e do rock independente e contribuem para a construção de um ambiente sonoro atmosférico, hipnótico e melódico. Os vocais arrastados e melancólicos de Del Rey foram reforçados pela forte reverberação, enquanto a sua produção de baixa fidelidade explora técnicas dos anos 1950, que dão ao álbum características vintage e sensuais. O seu conteúdo lírico é composto por letras enigmáticas sobre mulheres usadas e abusadas que aparentam ser fortes, refletindo-se sobre temas como amores perdidos, dinheiro, sexo, drogas e os bad boys com os quais essas mulheres se envolvem, e apoiado pelos vocais sussurrantes e sobrepostos de Del Rey.
Nos meses anteriores ao lançamento do disco, a cantora caracterizou o novo trabalho como algo sombrio a ponto de ser inaudível. O álbum ainda inclui uma provável referência ao cantor Jim Morrison em sua faixa-título, onde o termo "Jim" é pronunciado em diversos trechos da canção. A mesma ainda contém trechos de "He Hit Me (And It Felt Like a Kiss)" (1962), da banda feminina The Crystals. Várias outras músicas de Ultraviolence possuem referência a cidades e distritos estadunidenses, como Los Angeles, Las Vegas, Nova Iorque, Hollywood, Detroit e Miami.
| “ | Não há um tema específico em Ultraviolence, é algo mais atmosférico. Há mais de um som (...) Sinto que ele tem uma narrativa; começa com a minha música favorita, chamada 'Cruel World', que tem guitarras pesadas e eu gosto disso, porque é simbolicamente uma referência à Costa Oeste, e depois nós viajamos até o Brooklyn, sonoramente. | ” |
|   | — Del Rey sobre a estrutura musical do disco. |   |

Mensagens de sexualidade e romance fatais são alguns dos componentes mais presentes em todo o trabalho. Kyle Anderson, do Entertainment Weekly, por exemplo, observou que Del Rey romantiza o fatalismo a níveis quase pornográficos e Ultraviolence mescla magistralmente estes elementos, criando momentos fantasticamente decadentes de melodrama típicos de film noir. Gerrit Feenstra, da rádio estadunidense KEXP-FM, afirmou que, enquanto em Born To Die e Paradise a artista encontrava-se na pele de uma jovem à procura de um amante, em Ultraviolence ela é uma mulher madura e endurecida pelos caminhos que trilhou, mas ciente o tempo todo de como sair à frente. Victoria Sadler, do The Huffington Post, também notou que o álbum segue uma narrativa lírica que serve como uma continuação à do seus discos anteriores. Para Sadler, enquanto em Born To Die a artista mostrava-se ambivalente e confusa sobre o que procurava da vida, em Ultraviolence ela está exatamente onde queria e está aceitando as consequências disso. Tom Moon, da NPR, sentiu que em praticamente todas as faixas a cantora encontra-se em condições íntimas com os degraus inferiores de desespero.
Alguns analistas, contudo, notaram que o disco, na verdade, seria uma resposta de Del Rey àqueles que a alcunharam de inautêntica em 2012. Justin Charity, da revista Complex, por exemplo, notou que, em Ultraviolence, Del Rey saboreia o seu crescimento criativo evidente como uma forma de vingança às críticas feitas à sua composição pop agressiva e impetuosa em Born To Die. C.W. Mahoney, da página PopMatters, afirmou que algumas das letras de suas canções são claramente insultos aos seus detratores. Bradley Stern, do blog MuuMuse, compartilhou a mesma opinião dos anteriores, mas alegou que Ultraviolence é muito mais que uma resposta a tudo isso; Stern considerou-o um álbum preenchido com uma ira profunda e um enorme senso sarcástico, às vezes zombando dos seus imitadores e conscientemente alimentando os seus críticos. Lindsay Zoladz, do Pitchfork Media, relembrou as críticas recebidas pela fraqueza e a passividade feminina retratadas em Born To Die e observou que, em vez de escolher algo diferente para tratar, a intérprete incorporou todas essas qualidades controversas mais plenamente em Ultraviolence, tornando-o o mais provocante de sua carreira até a data.

### Conteúdo e estrutura musical
O álbum abre-se com "Cruel World", uma balada de estilo desert rock que se inicia com o som de pesados riffs de guitarra elétrica. A canção fala sobre uma garota autoproclamada louca que saiu de uma relação destrutiva e sente-se mais aliviada que de coração quebrado ("Eu compartilhei meu corpo e minha mente com você/ Isso tudo está acabado agora"). Foi descrita pelo The Huffington Post como a faixa que define perfeitamente o tom do álbum. A segunda faixa é "Ultraviolence", canção que possui o trabalho de acordes de piano e instrumentos de cordas e cujo título foi notado como uma referência ao livro Laranja Mecânica (1962), de Anthony Burgess. Liricamente fundindo sexo e agressão, remete à violência doméstica e retrata uma mulher que não enxerga o mal que o seu amante lhe faz, o qual a agride e a faz entender como um sinal de amor verdadeiro ("Ele me feriu, mas parecia amor verdadeiro"), e vive neste relacionamento que acaba destruindo-a — no refrão, ela canta: "Eu posso ouvir sirenes, sirenes", que pode ser uma referência à polícia ou a uma ambulância chegando ao local da tragédia. "Shades Of Cool" é, de acordo com o site Consequence of Sound, uma balada lenta e levemente sombria, marcada por guitarras com reverberação e pelos vocais de Del Rey, que se alternam entre sussurros abafados e efêmero lamento. Iniciando-se com acordes de guitarra harmoniosos, a sua instrumentação é concretizada pelas linhas de baixo, enquanto o seu lirismo fala sobre uma mulher apaixonada por um homem incorrigível e inatingível, apesar de seus esforços para mudá-lo.

Onze canções a preto e branco, revolvendo obsessivamente sobre os mesmos temas (amor total, amaldiçoado, protagonizado por mulheres ora frágeis ora cruéis e por homens sombrios, invariavelmente habitantes do wild side mitificado pelo rock n roll). Onze canções em ritmo lento, enubladas de seção de cordas e repletas de eco, com a voz frágil de Lana Del Rey surgindo como sussurro na escuridão.

— Mário Lopes, do Público, sobre o conteúdo musical do disco.
"Brooklyn Baby", a quarta canção do álbum, é uma faixa dream pop e soft rock na qual, segundo alguns analistas, Del Rey canta sobre uma jovem de espírito livre, além de prestar uma homenagem ao cantor Lou Reed, que faleceu pouco antes de compor com a cantora. Iniciando-se com vocais sussurrados e melodias que trazem influências dos grupos femininos dos anos 1960, foi notada por alguns críticos como uma homenagem satírica ao cenário musical do bairro hipster de Nova Iorque pelos trechos "Bom, meu namorado está em uma banda/ Ele toca guitarra enquanto eu canto Lou Reed/ Eu tenho penas no meu cabelo, eu fico chapada com maconha hidropônica". "West Coast" é uma canção de andamento moderado e gêneros rock psicodélico e soft rock, com influência do surf rock e instrumentação irregular, que se inicia com lentas batidas de tambor sincopadas e cujo ritmo alterna-se constantemente entre os versos e o refrão. Sussurrando as linhas "Oh, Baby, Oh" em seu refrão, a intérprete canta sobre um rapaz que a enfeitiçou e a fez ficar apaixonada. Sexta faixa, "Sad Girl" é uma canção de jazz e blues rock, que combina uma instrumentação simples e vocais alternantes a acordes envolventes de baixo, mellotron e piano na ponte. Em termos líricos, narra a história de uma amante triste e paciente, mas que tenta se convencer de que tal relação a faz feliz. Autodenominando-se de "bad bitch", ela tenta usar tal imagem como um sinal de honra, mas facilmente deixa transparecer que a sua situação é algo que a machuca por dentro.
"Pretty When You Cry", o sétimo número, é uma balada de gênero blues que, em suas linhas finais, é guiada pelo rock psicodélico. Sustentada pelos vocais frágeis de Del Rey e por acordes de guitarra acústica, retrata uma mulher abandonada e magoada por um homem que sempre a desaponta, sem esperança de encontrar a felicidade. Foi descrita como um dos destaques do álbum. Na oitava faixa, "Money Power Glory", de acordo com os analistas, a cantora mostra-se fria e vingativa, recuperando-se das cinzas de um relacionamento em que sempre foi tratada como capacho e se prepara para tirar de um homem rico tudo o que ele tem ("Eu quero todo o seu dinheiro, e todo seu poder, toda sua glória"), enquanto o som de guitarra arranha ao fundo de sua melodia gospel. Em "Fucked My Way Up To The Top", nona faixa, Del Rey canta sobre como ela usou a sexualidade para conseguir chegar ao estrelado, em linhas como "Deite-me em meus diamantes e pérolas esta noite/ Diga-me algo do tipo 'sou sua garota favorita'". Quando questionada sobre a canção em uma entrevista à revista Complex, a cantora explicou: "Você sabe, eu dormi com vários caras da indústria [musical], mas nenhum deles me ajudou a conseguir contratos para os meus discos, o que é irritante". Para a revista Billboard, trata-se sobre a periculosidade de ser uma mulher jovem em um mundo comandado por homens endinheirados. Em "Old Money", a artista conduz os seus vocais graves e quase sem melodia de apoio à história de uma mulher confusa com as suas próprias emoções ("Por dentro eu ainda me sinto sozinha/ Por razões desconhecidas por mim"). Segundo a revisa Time, na canção, Lana Del Rey encaixa a riqueza ao lado da perda, possessão material ao lado da carência emotiva. A edição padrão do álbum encerra-se ao som do jazz de "The Other Woman", um cover de Nina Simone, de 1959, que, de acordo com os críticos, remete-se à velha Hollywood e fala sobre uma bela e solitária mulher que é um objeto sexual de homens poderosos.
"Black Beauty" é uma das faixas bônus da edição deluxe. Refere-se à nuvem negra de depressão e autodestruição que paira sobre o amante de Del Rey. "Guns And Roses" é outra bônus; notada por sua produção repleta de reverberação que lhe fornece uma sonoridade harmoniosa e atmosférica, foi descrita como uma referência a Axl Rose. A última das faixas bônus é "Florida Kilos", canção que, para o blog Idolator, trata-se de um conto sobre amor e tráfico de drogas em Miami. O título foi considerado um trocadilho com Florida Keys, um arquipélago na Flórida. Algumas edições, contudo, ainda contêm como bônus as faixas "Is This Happiness", uma balada ao som de acordes de piano em que Del Rey reflete sobre a felicidade, e "Flipside", canção que se inicia com o som pesado de guitarras distorcidas e faz referências ao cantor Bruce Springsteen.

## Repercussão

### Crítica profissional
| Críticas profissionais | Críticas profissionais |
| Pontuações agregadas   | Pontuações agregadas   |
| Fonte                  | Avaliação              |
| ---------------------- | ---------------------- |
| Metacritic             | 74/100                 |
| Avaliações da crítica  |                        |
| Fonte                  | Avaliação              |
| AllMusic               | [ 95 ]                 |
| Entertainment Weekly   | (A)                    |
| Billboard              | (83/100)               |
| The Guardian           | [ 96 ]                 |
| Território da Música   | [ 97 ]                 |
| Spin                   | [ 98 ]                 |
| Idolator               | [ 53 ]                 |
| PopMatters             | [ 90 ]                 |
| The New Zealand Herald | [ 61 ]                 |
| Gigwise                | [ 99 ]                 |

Ultraviolence foi recebido com críticas predominantemente positivas pelos profissionais especializados, que elogiaram os vocais da artista e os coros presentes nas melodias, bem como o seu estilo musical e temas líricos. Muitos analistas notaram a evolução de Del Rey em relação aos seus lançamentos anteriores e caracterizaram-no como um álbum conceitual. Alguns, contudo, criticaram-no pelos temas recorrentes das canções. No agregador de resenhas Metacritic, que estabelece uma média de até cem pontos com base nas avaliações dos críticos musicais, o álbum obteve 74 pontos de aprovação, que foram baseados em 35 resenhas recolhidas, o que indica "análises geralmente positivas". No site da revista Billboard, Kenneth Partridge elogiou a produção de Dan Auerbach por suavizar as orquestrações e abandonar as batidas hip-hop de seus primeiros lançamentos, afirmando: "É um contraste delicioso que faz um álbum surpreendentemente ótimo".
Kyle Anderson, do Entertainment Weekly, concedeu ao álbum um A a partir de uma escala de A a F afirmando que Ultraviolence completou a narrativa de redenção de Del Rey, cuja repercussão de Born To Die, em 2012, deveu-se mais ao hype construído ao redor da artista, representando: "O bacanal mascarado que finalmente liberou o potencial escondido sob o hype". Sasha Geffen, do site Consequence of Sound, aclamou o disco em sua análise e também o premiou com nota A, proferindo: "Ultraviolence apresenta uma cornucópia infinitamente fascinante da disfunção. A voz de Del Rey floreia. Dentro do grande balanço vintage do álbum, ela canta a si mesma em lugares que Born To Die, com o seu folheado pop, não conseguiria tocar". Geffen ainda observou que a cantora domina a feminilidade clássica como uma arma estética. Na revista Esquire, Paul Schrodt chamou-o de: "Um álbum ainda mais deslumbrante e desconfortável que qualquer um poderia ter esperado", enquanto Mike Wass, do Idolator, afirmou que, com Ultraviolence, Del Rey deu um grande passo para tornar-se um ícone musical e Brenna Ehrlich, da MTV, descreveu-o como: "Brilhante".

Deixar o tom hip hop da velha Hollywood que sustentava o Born To Die pelo rock violento e soberbo foi, de fato, um baque que, à primeira vista, mostrou-se intragável, mas as doses cavalares de um amor incontrolável, seja amor humano ou amor pela música, faz do Ultraviolence um álbum arrebatador e perigoso a ser digerido com calma, uma poesia quase gótica.'

— Trecho da análise feita por Gustavo Hackaq para o portal brasileiro It Pop.
Tate Montenegro, da página online Território da Música, também elogiou o álbum em sua análise, premiando-o com cinco estrelas de cinco permitidas, e reparou que Ultraviolence é bem diferente de Born To Die, porém: "Ainda é um disco bem Lana Del Rey, mas no lugar das batidas de hip hop existe uma sonoridade mais ligada ao rock (uma cortesia de Dan Auerbach) e uma atmosfera mais decadente, como se o álbum fosse a apresentação de uma espécie de crooner hipster em um ambiente esfumaçado". Montenegro ainda notou que o material: "É composto por uma série de pequenos contos, e todas as histórias são boas. Mas é possível que seja necessário ter tido alguns relacionamentos disfuncionais, ou ao menos se apaixonado por pessoas problemáticas, para apreciar o drama de forma completa". Concluindo a sua análise, ela proferiu: "Talvez seja um pouco demais afirmar que o disco é uma experiência, mas apesar do som ser suave o suficiente para ficar de fundo sem atrapalhar a conversa, ele é melhor aproveitado quando ouvido com atenção". Randall Roberts, repórter do Los Angeles Times, declarou: "Musicalmente e liricamente, Del Rey possui um núcleo puro de individualismo que não é apenas admirável, mas digno de celebração. Ninguém mais soa como ela". Alexandra Pollard, da revista britânica Gigwise, escreveu que: "O título, uma referência ao controverso conto de Anthony Burgess, Laranja Mecânica, é um marcador adequado para a sonoridade do álbum. É uma oferta obscura, desconfortável, e quando está no seu melhor, pinga com uma beleza que é tão convincente quanto preocupante. Os vocais de Del Rey são, por vezes, angelicais, por vezes, assombrosos e desconfortáveis — apoiados juntamente pela desordem cuidadosamente elaborada de ruídos que os acompanha".
Allison Stewart, do The Washington Post, exclamou que Del Rey nunca soou melhor e chamou o trabalho de: "Um álbum de boas e grandes canções, apresentado por um caráter tedioso. Não é apenas retrô, é intencional e perturbadoramente retrógrado, como se alguém tivesse decidido que a vaga subserviência feminina foi de alguma forma sub-representada no top 40 (...) Suas melodias são assombrosas; suas baladas alternam-se entre minimalista e barroca, às vezes na mesma canção. É um triunfo da estética sobre as emoções, tal como foi concebido para ser". No neozelandês The New Zealand Herald, Chris Schulz relembrou as críticas recebidas pela cantora em relação à sua autenticidade, voz e estilo e afirmou que Del Rey não só ouviu o que os analistas disseram, mas também usou toda a negatividade deles como inspiração em Ultraviolence; Chris ainda observou que Elizabeth Grant, nome de nascimento da cantora, evoluiu musicalmente como Lana Del Rey desde 2012 e descreveu o trabalho como: "Um álbum inquietante, ameaçador, sinistro, complexo e completo". Sean Daly, do periódico Tampa Bay Times, classificou o álbum como: "Exuberante, mas fatal". Elysa Gardner, do USA Today, iniciou a sua análise questionando: "Lana Del Rey é verdadeiramente tristonha e imprudente, ou é apenas uma moça gostosa que explora esta persona para atiçar o público? Em seu mais recente álbum, Ultraviolence, a controversa cantora e compositora coloca esta pergunta novamente — juntamente com uma terceira opção... a de que ela é uma habilidosa contadora de histórias que não tem medo de explorar os seus próprios demônios ou seduzir os seus [dos ouvintes]". Ao longo de sua análise, Elysa elogiou o seu conteúdo lírico e a produção de Auerbach no álbum e, embora tenha dito que os dons musicais de Del Rey sejam limitados, ressaltou que: "O minimalismo sensual de seus vocais continuam a funcionar bem em contraste com o ambiente assustador (...) [do álbum]".
Caryn Ganz, em uma análise mista para a Rolling Stone, descreveu Ultraviolence como: "Um melancólico passeio por romance e vícios incorrigíveis", mas ressaltou que o disco: "Envolve desejo, violência e tristeza em um pacote apertado que nem sempre Del Rey parece saber ao certo como desembalar". Repórteres da edição brasileira da revista supracitada sentiram que Dan Auerbach introduziu atos de blues e guitarra psicodélica no som de Del Rey, mas também notaram que: "A cantora mantém firme a épica estética cinematográfica do começo da carreira no single 'West Coast'. Já 'Cruel World' destaca um riff e letra sobre amor e loucura. 'Shades Of Cool' é uma valsa com um penetrante solo de Auerbach e cordas imponentes. A voz soprano de Lana torna a faixa perfeita para um imaginário filme de James Bond dirigido por Quentin Tarantino. 'Sad Girl' parece ser a canção-tema de Lana: 'Sou uma garota má/ Sou uma garota triste', ela anuncia, com a voz mudando de um tom infantil para um registro sedutor. A artista declarou que nunca achou o feminismo um conceito interessante, mas brinca com poder sexual em 'Fucked My Way Up To The Top'. Em 'Money Power Glory', Lana diz que trocaria religião pelo poder absoluto. O sonho americano dela não poderia ser mais honesto". Jon Pareles, do The New York Times, proferiu: "O álbum atinge mais profundamente no seu senso de movimento lento do tempo, sua mistura de sofisticação retrô e sinceridade aparentemente inocente. Ele também se move graciosamente entre mágoa e humor manhoso, às vezes dentro da mesma canção (...) Sua voz soa humana e desprotegida, oferecendo doçura e dor, mesmo quando ela canta palavras de quatro letras". Alexis Petridis, do jornal britânico The Guardian, disse: "Em cada refrão, a melodia é uniformemente bela e eles sobem e avançam, melhor demostrando a confiança crescente de Del Rey na própria voz. É tão bem feito que o fato de o álbum todo prosseguir no mesmo ritmo sonâmbulo mal importa". Ryan Lathan, do portal PopMatters, notou que Lana Del Rey não variou muito liricamente, mas elogiou sua maturidade vocal em Ultraviolence e chamou-o de: "Um belo argumento para a sua relevância e o seu potencial de longevidade".
Kyle Fowle, para o The A.V. Club, classificou o álbum com um C a partir de uma escala de A a F, afirmado que ele apresenta uma palheta sônica repetitiva e sonolentas canções de amor sentimentais, definhando em uma estética triste. Kyle continuou: "A queda definitiva de Ultraviolence, contudo, é que ele falha ao criar a sua própria arte ou forjar a sua própria visão criativa. Ele parece um pastiche do glamour de Hollywood de 1950 e uma visão pós-moderna de sexo e romance. Del Rey não tem habilidade vocal [necessária] para conduzir tais visões temática e estética e, consequentemente, cada faixa parece uma tentativa exagerada de chegar a alguma vaga noção de frieza". Jim Farber, redator do New York Daily News, foi negativo quanto ao disco e à imagem da artista; Farber sentiu que Del Rey repetiu a produção obscura e a imagem decadente de Born To Die e que o álbum não é original, assemelhando-se aos trabalhos desenvolvidos por Julee Cruise e Angelo Badalamenti para as trilhas-sonoras de David Lynch, em 1980, e criando um ambiente sonoro tão denso que ameaça asfixiar a cantora; ele continuou: "Sem dúvida, Del Rey deve [agradecer] as alterações a Dan Auerbach (...) Ele acrescentou guitarras psicodélicas explosivas que proporcionam ao álbum quaisquer sinais minúsculos de vida que ele tem", e concedeu-o duas estrelas de cinco permitidas. Já Mário Lopes, do periódico português Público, foi mais positivo em sua revisão ao declarar: "Ultraviolence cativa pela consistência monocromática que o atravessa. Os títulos são indicadores disso ('Cruel World', 'Sad Girl', 'Pretty When You Cry') e a música acompanha de forma certeira e inspirada as fantasmagorias e a triste e resignada melancolia da voz e das palavras cantadas". E, embora tenha afirmado que o último terço do álbum não consegue prolongar o feitiço até final, Lopes concluiu a sua crítica dizendo: "Mas isso é insuficiente para macular o momento em que Lana Del Rey surge perante nós como personagem de uma voz misteriosa e cativante, tão apelativa e tão furtiva quanto pode ser uma estrela pop do nosso tempo. Ultraviolence é a sua primeira vitória. Um belíssimo disco". Fred Thomas, da base de dados AllMusic, também o recebeu de forma positiva, declarando: "Ultraviolence prospera em sua maior parte em sua densidade, significando claramente que deve ser absorvido como uma experiência por inteiro, até mesmo com suas peças mais fracas contribuindo para um estado de espírito que é consumista, sexy e tão misterioso como se torna a música pop de grande orçamento".

### Impacto cultural e controvérsias
Ultraviolence foi responsável por um impacto na indústria musical pop, principalmente devido ao seu estilo. Descrito como um álbum anti-pop, foi reconhecido por destacar-se comercialmente nos Estados Unidos mesmo se distanciando do estilo musical explorado por artistas como Lady Gaga, Katy Perry e Justin Timberlake, que dominam o mercado mainstream, sendo considerado um antídoto à euforia estampada nas estações radiofônicas. A sua estreia na primeira posição da Billboard 200 — a principal tabela estadunidense — foi considerada notável principalmente pelo fato de não ter sido traçada nenhuma estratégia de marketing alarmante para a sua promoção e por, na mesma semana, estrearem em posições inferiores trabalhos de artistas como Jennifer Lopez e Sam Smith, que contaram com uma divulgação maior. Este feito, juntamente com a rejeição mostrada pela gravadora de Del Rey quanto ao projeto, fez Jason Lipshutz, em uma matéria para a revista Billboard, levantar questões como o fato de o álbum Prism (2013), de Perry, ter sido inicialmente descrito como mais obscuro pela própria, mas posteriormente moldado pelo synthpop de seus sucessos anteriores; também o faz relembrar a declaração de Kelly Clarkson sobre a vontade de Clive Davis, presidente da Sony BMG, de não financiar a promoção de seu disco My December (2007) por ele não conter "hits pop", o que o levou a afirmar que Ultraviolence provou que um produto anticomercial pode ser adorado comercialmente. Lipshutz ainda lamentou: "Infelizmente, artistas pop femininas ainda têm frequentemente os seus impulsos mais sombrios reprimidos por temerem afastar os seus fãs".
O disco também despertou a atenção por obter sucesso mesmo tendo um conteúdo lírico distante do apresentado pelas canções de suas contemporâneas. Enquanto os álbuns de Beyoncé e Katy Perry falam sobre mulheres fortes, Ultraviolence expõe mulheres frágeis e, muitas vezes, submissas às ações abusivas de seus parceiros. Isto, por sua vez, contribuiu para que o material acabasse por se tornar centro de controvérsia entre críticos musicais. Em canções como "Ultraviolence", por exemplo, a cantora foi acusada de romantizar a violência doméstica; Sal Cinquemani, da Slant Magazine, afirmou que a artista confundia amor com dor na canção. Nolan Feeney, da revista estadunidense Time, criticou a música por trechos como: "Ele me bateu e pareceu um beijo" ou "Dê-me toda esta ultraviolência", que para ele são glorificações bastante simples de abuso físico e emocional. Feeney ainda mencionou o comentário da cantora neozelandesa Lorde sobre a música da artista, em que afirmou que o pensamento desesperado das canções de Del Rey não seria uma boa influência para jovens garotas. Em uma publicação da Spin, Harley Brown destacou que, embora ela não condene nem aprove a violência doméstica, o conceito por trás de suas palavras poderia soar controverso para alguns ouvintes, principalmente após os seus comentários depreciativos sobre o feminismo, que coincidiram com o laçamento da canção: "Para mim, o conceito de feminismo apenas não é interessante... Sempre que as pessoas falam de feminismo, eu penso 'Deus'. Apenas não estou muito interessada. Estou mais interessada na SpaceX e em Tesla, o que vai acontecer com as nossas possibilidades intergaláticas (...) Minha ideia de uma verdadeira feminista é uma mulher que se sente livre para fazer o que quer", disse ela. Devido a isso, a cantora e o trabalho foram acusados de antifeminismo.
Analisando tais acusações, Daisy Lafarge, repórter do New Statesman, questionou se "Ultraviolence" estaria realmente glorificando a violência doméstica ou realizando um apelo radical às mulheres para que tenham amor-próprio; Lafarge continuou: "É contraprodutivo atacar Lana Del Rey por cantar aquilo que é o triste reflexo de uma experiência habitual de inúmeras mulheres. Em vez de acreditar no mito pós-feminista que tem fracassado, deveríamos focar-nos em cultivar o amor-próprio. Paul Schrodt escreveu em uma matéria para a revista Esquire: "Del Rey escreve e canta sobre mulheres que se engancham com homens perigosos e abusivos, e que os aprecia. Por isso críticos têm a chamado de 'antifeminista'. Mas por aquela lógica conservadora, as feministas deveriam fazer apenas canções sobre mulheres poderosas, tal como quase todas as divas que atualmente se encontram nas tabelas, como Katy Perry e Lady Gaga, o fazem; caso contrário, passariam uma vergonha. Esta linha de pensamento não é somente conservadora, é antiarte. Pressupõe-se que músicos feministas têm a obrigação de prescrever às mulheres como viver, em vez de expressar as suas muitas realidades (...) Del Rey dá voz às mulheres que vivem em circunstâncias terríveis, e que não sabem necessariamente o que anseiam ou o que é bom para elas". O editor concluiu que a canção trata-se apenas sobre estar em uma relação doentia. A escritora francesa Catherine Vigier compartilhou uma opinião semelhante sobre a música da cantora, dizendo que ela: "Representa e fala sobre a contradição enfrentada por milhares de mulheres jovens de hoje, mulheres que seguiram as prescrições impostas pela sociedade em geral para alcançarem o sucesso naquilo que tem sido chamado de um mundo pós-feminista, mas que acham que a libertação real e a genuína satisfação escapou-lhes".
| “ | Ela [Lana Del Rey] enaltece um homem violento na faixa-título, que faz referência a "He Hit Me (And It Felt Like a Kiss)" de The Crystals. É mais difícil ainda de ouvir sabendo que Del Rey alega que estas situações são todas de sua vida real. 85% das vítimas de violência doméstica acabam por voltar para os seus agressores, a submissão é um pecadilho antigo e gostos não se discutem. | ” |
|   | — A revista NME sobre o conteúdo lírico da canção. |   |

A canção "Fucked My Way Up To The Top" também se tornou polêmica não apenas pelo seu título e o seu lirismo, que fala sobre como a intérprete teria conquistado a fama através da sexualidade, mas também após uma declaração em que Lana Del Rey afirmou que a música também seria sobre uma cantora que a teria copiado e convencido a todos que era autêntica: "É sobre uma cantora que, à princípio, tirou sarro do meu estilo supostamente 'inautêntico', mas depois o roubou e o copiou. E agora ela age como se eu fosse o trabalho de artes e ela fosse a excelente e verdadeira artista. Meu Deus, e as pessoas realmente acreditam nela. Ela é um sucesso!". Muitos analistas identificaram o seu comentário como uma referência à cantora Lorde, embora Del Rey não tenha mencionando sobre quem estava falando.

### Reconhecimento
Foi uma das reviravoltas mais irônicas do ano. A diva pop com uma propensão à música rap, que foi atacada em todos os sentidos devido à sua suposta inautenticidade, elaborou o argumento mais convincente para a contínua relevância do blues à base da guitarra do rock — um gênero atualmente sufocante na sua dependência de autenticidade. Ultraviolence tem raízes profundas em tradições musicais mais antigas que a televisão, mas a atordoada e sonhadora presença de Del Rey em canções como 'Brooklyn Baby' e 'Pretty When You Cry' permite que o álbum flutue no tempo".

— Miles Raymer, da revista Entertainment Weekly, comentando sobre o projeto e a evolução musical da artista.
Ultraviolence foi listado em diversas publicações de final de ano como um dos maiores lançamentos de 2014. Editores da revista Rolling Stone colocaram-no em sétimo lugar dentre os "50 Melhores Álbuns de 2014", declarando: "Del Rey calou os seus detratores com uma coleção de inebriantes hinos indie-noir. Com mais instrumentação ao vivo em seus esfumaçados grooves derivados do glam, ela interpreta personagens o bastante para preencher um romance de Raymond Chandler; em 'Sad Girl', ela é uma amante sensual; em 'Brooklyn Baby', ela é uma criança sarcástica. [Mas] acima de tudo, ela é uma voz pop como nenhuma outra. No blog Idolator, Mike Wass encerrou o seu top 5 com o projeto e descreveu-o como um dos mais coesos, ambiciosos e uniformemente excelentes de 2014; Wass continuou: "Ultraviolence é um álbum do tipo conceitual. É uma antologia de contos sobre mulheres fortes, desesperadas e muitas vezes niilistas. A faixa-título, por exemplo; Lana documenta o comportamento abusivo de seu amante (...) na balada mais sinistra do ano. Esta é seguida por 'Shades Of Cool', uma ode exuberante e cinematográfica [sobre] estar apaixonada por um viciado em drogas. Títulos como 'Sad Girl' e 'Pretty When You Cry' falam por si só, enquanto 'Old Money' é narrado da perspectiva de uma velha socialite olhando para trás em sua vida vazia. Não é exatamente música [para] festas, mas a capacidade da diva perenemente-deprimida de trazer à vida os personagens faz a experiência auditiva de Ultraviolence atingir de forma única". Na revista Complex, Lauren Nostro elegeu-o o terceiro melhor, enquanto na Entertainment Weekly Miles Raymer posicionou-o no quarto lugar.
Sam Lansky, repórter da revista Time, listou-o como o sexto melhor lançamento de 2014 e descreveu-o como: "Um sonhador, melancólico e inesperado álbum lo-fi que moldou o esmurro das baterias mas não sacrificou a crescente melodia, provando mais uma vez que ninguém demonstra suas feridas melhor que Del Rey". No The Boston Globe, James Reed nomeou-o como o melhor disco de 2014, dizendo: "Depois de um álbum de estreia genérico em meio a um redemoinho de hype, Del Rey focou em seus pontos fortes e fez um épico e pesado segundo álbum com músicas sedutoras. A pop star tomou uma postura trágica em Ultraviolence, como se entregando as canções em um clube enfumaçado na véspera do apocalipse". Também foi considerado o melhor pela revista The Early Registration, que afirmou: "O terceiro álbum de estúdio de Lana Del Rey, Ultraviolence, é o seu melhor projeto até a data. Após a estreia de Born To Die ter dado a ela uma legião de fãs fiéis, Lana continuou progredindo como artista. Com a produção pesada de Dan Auerbach, do The Black Keys, Ultraviolence contrasta grandemente com as influências da produção de hip hop de Emile e Jeff Bhasker em Born To Die, mas ainda continua a impressionar os ouvintes, apenas de um novo modo. Desde o seu lançamento, Ultraviolence foi criticamente reconhecido pela sua grandeza por muitos, no entanto, foi notavelmente menosprezado pelo Grammy, não recebendo indicações. Não deixe que a falta de indicações o engane (...) Ultraviolence não é somente o melhor e mais completo projeto de Lana até agora, mas também é o melhor e mais completo de 2014". Eliza Thompson, da Cosmopolitan, posicionou-o no número sete, alegando que a persona de "garota triste" criada por Lana Del Rey foi aperfeiçoada no terceiro álbum, que não apenas "possui uma canção literalmente chamada 'Garota Triste' ('Sad Girl')", como também possui uma sonoridade similar ao material produzido nas festas realizadas na vizinhança de Laurel Canyon, uma região de Los Angeles, no final da década de 1960, enquanto Caleb Caldwell elegeu-o como o terceiro melhor lançamento do ano em questão em sua lista para a Slant Magazine e Andrew Unterberger, editor da Spin, nomeou-o o quinto melhor.
Guilherme Tintel, do portal brasileiro It Pop, enumerou-o na décima sétima colocação da lista "Os 30 Melhores Álbuns de 2014", comentando: "Lana Del Rey passou por extrema pressão em 2014. O mal do segundo álbum nunca foi tão forte quanto agora, uma vez que seu debut é nada mais nada menos que a obra-prima Born To Die, um dos álbuns que mais amamos de toda a nossa vida. Seu sucessor, Ultraviolence tinha a difícil tarefa de vencer nossas expectativas e, à primeira ouvida, não conseguiu. Lana havia abandonado a velha Hollywood de Born To Die para abraçar o rock independente, apadrinhado por Dan Auerbach, vocalista do The Black Keys, criando um monstro sonoro de difícil digestão. Mas então fomos calmamente digerindo o todo (...) e aquelas faixas destruidoras foram crescendo e ganhando forma e, sem notarmos, estávamos apaixonados, porque aquele tapa inicial agora parecia um beijo". Na sua lista dos catorze melhores álbuns do ano em questão, Jason Lipshutz, da revista Billboard colocou o disco na última classificação, declarando: "A melhor maneira de um artista pop calar seus odiadores e provar sua longevidade é continuar lançando um álbum realmente bom (...) Lana Del Rey estabeleceu-se como uma voz única [e] incapaz de ser facilmente dispensada com o nebuloso e luxuoso Ultraviolence". Ocupou a mesma posição no catálogo de Lewis Corner, do site Digital Spy, que o descreveu como: "Emocionalmente intenso", enquanto que Tom Breihan, da página Stereogum, classificou-o no décimo segundo lugar, justificando: "Agora que ela teve um par de anos para elaborar o seu personagem, Lana Del Rey está em chamas, transformando sexo em poder e perigo em prestígio (...)".
Além dessas, o disco também foi listado nos catálogos de Jon Wiederhorn para o Yahoo! Music (4ª posição), de Ken Tucker para a rádio NPR (4ª posição), do blog Vulture (6ª posição) e Pretty Much Amazing (10ª posição), dos periódicos Los Angeles Times (3ª posição), San Jose Mercury News (10ª posição) e Daily Record (13ª posição), das revistas Crack Magazine (10ª posição), Gigwise (15ª posição) e PopMatters (73ª posição), da Amazon.com (4ª posição). Na britânica NME, o CD foi colocado no número 25, com a equipe da revista comentando que: "Del Rey preparou um som construído sobre os temas de James Bond e pianos de bares fumarentos (...) Ela sabia exatamente o que estava fazendo".

## Singles
"West Coast" foi lançado como o primeiro single de Ultraviolence em 14 de abril de 2014. Primeiramente apresentado por Del Rey no Coachella Music Festival um dia antes de ser enviado às estações radiofônicas, foi aclamado pelos críticos musicais, os quais prezaram a sua produção hipnótica e atmosférica, bem como os vocais sussurrantes da cantora e a sua instrumentação inconstante, e alcunharam-no de revolucionário por se distanciar das canções pops que dominam o mercado mainstream. Comercialmente, obteve um desempenho positivo, alcançando as vinte melhores posições das tabelas musicais de países como a Espanha, Itália e Suíça. Nos Estados Unidos, estreou na 17ª colocação da Billboard Hot 100, a melhor entrada alcançada pela artista na tabela supracitada, e atingiu a terceira colocação da genérica Adult Alternative Songs. Um vídeo musical acompanhante foi divulgado pela cantora em 7 de maio; a gravação, em sua maior parte com efeitos em preto e branco, exibe cenas de Del Rey caminhando e interpretando a canção na praia com um rapaz, bem como em um carro filmado em câmera lenta, enquanto que, no final da gravação, a cantora aparece usando um vestido vermelho e em chamas. Concorreu à categoria "Melhor Cinematografia" no MTV Video Music Awards de 2014, mas foi derrotado por "Pretty Hurts", de Beyoncé.
Em 26 de maio, "Shades Of Cool" foi liberada como o segundo single do material. Assim como o seu antecessor, foi louvado pela imprensa musical, a qual elogiou os vocais harmoniosos da cantora e a sua instrumentação, principalmente pelo solo de guitarra presente em seu refrão final. Em termos comerciais, no entanto, obteve um desempenho moderado, alcançando o top 50 de países como a Suíça, Espanha, Austrália, entre outros, enquanto que nos Estados Unidos, estreou no 79º posto da Billboard Hot 100. O seu videoclipe promocional foi dirigido por Jake Nava e mostra a cantora em um relacionamento com um homem mais velho, focando-se nas cenas deste dirigindo pelas ruas de Los Angeles, na Califórnia.
No mês seguinte, "Ultraviolence", a faixa homônima, foi divulgada como o terceiro compacto do CD. O single, inicialmente, gerou controvérsias quanto à sua letra, que foi acusada de romantizar a violência doméstica, embora alguns analistas tenham reconhecido-o como uma crítica a este tipo de agressão. Elogiada por sua abordagem sombria e melancólica e por fundir temas como amor e abuso físico, obteve um desempenho fraco nas tabelas musicais mundiais, alcançando a 38ª colocação no Canadá, a 88ª na França e a 70ª na Billboard Hot 100, dos Estados Unidos. Em seu vídeo musical correspondente, gravado por Francesco Carrozzini por meio de um iPhone e editado pela própria artista, Del Rey está vestida de noiva e caminha por uma espécie de floresta com um buquê de flores em suas mãos, além de ser tocada nos lábios pela mão de um homem que não aparece nas imagens. Por fim, "Brooklyn Baby" foi liberado como o último foco oficial da promoção de Ultraviolence dias após a faixa-título. Os analistas elogiaram-na pela sua melodia simplista e pelas habilidades vocais da intérprete, descrevendo-a como um dos destaques do álbum e um dos melhores singles de 2014. No campo comercial, alcançou um sucesso moderado, posicionando-se dentre os vinte primeiros colocados na Suíça, Finlândia e Nova Zelândia, enquanto que nos Estados Unidos atingiu o número um no periódico genérico Bubbling Under Hot 100 Singles. "Black Beauty", faixa bônus inclusa na versão deluxe, foi lançada como um single promocional na Alemanha em 21 de novembro, mas não registrou entradas em nenhuma tabela.

## Alinhamento de faixas
Ultraviolence possui onze faixas em sua edição padrão e catorze na sua edição deluxe. Na loja online iTunes Store, esta última contém uma faixa bônus intitulada "Is This Happiness", sendo que no Japão a versão deluxe da iTunes contém ainda a faixa "Flipside" como bônus. Também foi disponibilizado no formato box set, que contém um CD com as faixas do alinhamento oficial e as versão deluxe, dois discos de vinil e uma caixa especial com o título do álbum impresso em papel alumínio preto, além de quatro fotos de arte doze por doze.
| N.º            | Título                        | Compositor(es)                     | Produtor(es)                    | Duração |  |
| 1.             | "Cruel World"                 | Lana Del Rey, Blake Stranathan     | Dan Auerbach                    | 6:38    |  |
| 2.             | "Ultraviolence"               | Del Rey, Daniel Heath              | Auerbach                        | 4:09    |  |
| 3.             | "Shades of Cool"              | Del Rey, Rick Nowels               | Auerbach                        | 5:40    |  |
| 4.             | "Brooklyn Baby"               | Del Rey, Barrie O'Neill            | Auerbach                        | 5:49    |  |
| 5.             | "West Coast"                  | Del Rey, Nowels                    | Auerbach                        | 4:15    |  |
| 6.             | "Sad Girl"                    | Del Rey, Nowels                    | Auerbach, Nowels                | 5:17    |  |
| 7.             | "Pretty When You Cry"         | Del Rey, Stranathan                | Del Rey, Stranathan, Lee Foster | 3:52    |  |
| 8.             | "Money Power Glory"           | Del Rey, Greg Kurstin              | Kurstin                         | 4:28    |  |
| 9.             | "Fucked My Way Up To The Top" | Del Rey, Heath                     | Auerbach                        | 3:30    |  |
| 10.            | "Old Money"                   | Del Rey, Heath, Robbie Fitzsimmons | Heath                           | 4:29    |  |
| 11.            | "The Other Woman"             | Jessie Mae Robinson                | Auerbach                        | 2:58    |  |
| Duração total: | Duração total:                | Duração total:                     | Duração total:                  | 51:24   |  |

| Faixas bônus da edição deluxe |                  |                                   |                         |         |  |
| N.º                           | Título           | Compositor(es)                    | Produtor(es)            | Duração |  |
| 12.                           | "Black Beauty"   | Del Rey, Noewls                   | Paul Epworth, Nowels    | 5:13    |  |
| 13.                           | "Guns and Roses" | Del Rey, Noewls                   | Del Rey, Nowels, Foster | 4:29    |  |
| 14.                           | "Florida Kilos"  | Del Rey, Auerbach, Harmony Korine | Auerbach                | 4:14    |  |
| Duração total:                | Duração total:   | Duração total:                    | Duração total:          | 65:20   |  |

| Faixa bônus: edição deluxe da iTunes Store |                     |                 |                |         |  |
| N.º                                        | Título              | Compositor(es)  | Produtor(es)   | Duração |  |
| 15.                                        | "Is This Happiness" | Del Rey, Noewls |                | 3:44    |  |
| Duração total:                             | Duração total:      | Duração total:  | Duração total: | 69:04   |  |

| Faixa bônus: edição deluxe da iTunes Store do Japão |                     |                     |         |  |
| N.º                                                 | Título              | Compositor(es)      | Duração |  |
| 15.                                                 | "Is This Happiness" | Del Rey, Noewls     | 3:44    |  |
| 16.                                                 | "Flipside"          | Del Rey, Stranathan | 5:10    |  |
| Duração total:                                      | Duração total:      | Duração total:      | 74:14   |  |

## Créditos
Lista-se abaixo os profissionais envolvidos na elaboração de Ultraviolence, de acordo com o encarte do CD:
- Lana Del Rey: vocais, vocal de apoio, composição
- Paul Epworth, Blake Stranathan e Lee Foster: produção
- Dan Auerbach: vocal de apoio, produção, mixagem, chocalho, violão de doze cordas, palmas (faixa 1), sintetizador
- Alfreda McCrary Lee, Ann McCrary e Regina McCrary: vocais de apoio
- Collin Dupuis: caixa de ritmos, sintetizador
- Brian Griffin: bateria
- Maximilian Weissenfeldt: tambor, palmas (faixa 1)
- Tom Herbert: baixo elétrico
- Seth Kaufman: sintetizador, palmas (faixa 1), vocal de apoio, guitarra elétrica, omnichord, percussão
- Nikolaj Torp Larsen: órgão, mellotron
- Leon Michaels: sintetizador, piano, mellotron, percussão, palmas (faixa 1),  pandeireta, saxofone tenor
- Nick Movshon: baixo elétrico, palmas, contrabaixo, tambor
- Rick Nowels: piano, composição, produção
- Harmony Korine, Stranathan, Robbie Fitzsimmons, Barrie O'Neill, Daniel Heath: composição
- Stranathan e Pablo Tato: guitarra
- Leo Taylor: tambor
- Kenny Vaughan: guitarra elétrica e acústica, sintetizador, mellotron
- Ed Harcourt: piano
- Collin Dupuis e Phil Joly: engenheiro de som, mixagem
- Julian Burg, Alex Pasco e Milton Gutiérrez: engenheiro adicional
- Vira Byramji e Andy Zisakis: assistente de engenharia
- John Davis: masterização
- Daniel Heath: produção, arranjo
- Greg Kurstin: produção, mixagem
- Matthew McGaughey: orquestra
- Kieron Menzies e Matt Wiggins: engenheiro
- Russ Pahl: pedal steel, guitarra elétrica, guitarra acústica
- Robert Orton: mixagem
- Neil Krug: fotografia
- Mat Maitland: design gráfico
- Myan Soffia: fotografias adicionais

## Desempenho comercial
| |  |  |
| Com Ultraviolence estreando na liderança da Billboard 200 com 182 mil unidades, Lana Del Rey tornou-se a artista feminina com a quarta melhor semana de vendas nos Estados Unidos em 2014, atrás somente de Taylor Swift (à esquerda), Beyoncé (à direita) e Barbra Streisand, respectivamente. |  |  |

Na estimativa feita pela Billboard  um dia após o lançamento do disco, foi relatado que Ultraviolence venderia entre 175-180 mil cópias em sua semana de lançamento nos Estados Unidos. Na atualização da Billboard 200 feita uma semana depois, o disco estreou na primeira posição, comercializando 182 mil cópias, segundo a Nielsen SoundScan. Com isto, tornou-se o primeiro de Lana Del Rey a atingir tal colocação, bem como a sua melhor semana de vendas no país. Estas vendas ainda converteram Del Rey na mulher com o segundo disco mais rapidamente comprado em apenas uma semana, atrás apenas de Beyoncé e o seu álbum autointitulado, e adicionalmente tornaram-no o álbum feminino com a maior estreia na liderança da tabela em 2014. Quatro meses depois, este recorde foi ultrapassado por Barbra Streisand e seu trigésimo quarto álbum Partners, que estreou na primeira posição ao comercializar catorze mil unidades a mais que Ultraviolence. Tal recorde foi novamente ultrapassado por Taylor Swift com 1989, que estreou com vendas de 1,2 milhão de cópias. Nas três semanas seguintes, o disco vendeu um total de 87 mil cópias e oscilou entre as dez primeiras posições da tabela, acumulando 300 mil exemplares comercializados em pouco mais de um mês nas lojas. Chegou ao final do ano com mais de 500 mil réplicas exportadas, das quais 31,800 foram em vinil, tornando-se o oitavo mais bem-vendido neste formato em 2014.
O álbum experimentou um sucesso semelhante no Canadá, onde estreou na primeira colocação da lista compilada pela Billboard no país com 21 mil unidades comercializadas. Após somar vendas superiores a 40 mil cópias, a Music Canada acabou por condecorar a obra com disco de ouro. No Reino Unido, o disco estreou na liderança da lista oficial dos mais vendidos com 48,028 unidades vendidas, tornando-se o segundo consecutivo de Del Rey a alcançar o número um no país em sua estreia. Desde então, a British Phonographic Industry (BPI) reconheceu o projeto com uma certificação de ouro pela exportação de mais de 100 mil unidades em território britânico. Ao redor do continente europeu, Ultraviolence alcançou o topo das tabelas de álbuns da Dinamarca, Espanha, Finlândia, entre outras, enquanto atingiu a vice-liderança na Irlanda, Itália, Suíça e Estônia. Na França, alcançou a segunda posição com vendas de 20 300 réplicas trasportadas, sendo 6 200 delas em downloads. Na Alemanha, no entanto, marcou o terceiro lugar, não conseguindo o mesmo feito de seu antecessor, Born To Die, que conseguiu o topo em sua semana de lançamento. Na Austrália e  Nova Zelândia, o material estreou na primeira posição das tabelas oficiais de ambos, tornando-se o primeiro número um da cantora na segunda nação. Mais tarde, a Australian Recording Industry Association (ARIA) certificou o trabalho como disco de ouro pelas 35 mil unidades faturadas. A nível mundial, a obra alcançou um milhão de cópias vendidas pouco menos de um mês após o seu lançamento e mais de 2 milhões até o final do ano. No total, o material estreou no primeiro lugar das tabelas musicais de quinze países e alcançou o top 5 em outros 14.
| Tabela musical                                          | Melhor posição |
| ------------------------------------------------------- | -------------- |
| Alemanha (Media Control Charts)                         | 3              |
| Argentina (Argentine Monthly Albums)                    | 4              |
| Austrália (ARIA Charts)                                 | 1              |
| Áustria (Ö3 Austria top 40)                             | 5              |
| Bélgica (Ultratop 50 de Flandres)                       | 1              |
| Bélgica (Ultratop 40 da Valônia)                        | 1              |
| Brasil (Associação Brasileira dos Produtores de Discos) | 3              |
| Canadá (Canadian Albums Chart)                          | 1              |
| Chile (The Official Chile Music Chart)                  | 1              |
| China (Sino Chart)                                      | 4              |
| Coreia do Sul (Gaon International Albums Chart)         | 7              |
| Croácia (Hrvatska Diskografska Udruga)                  | 2              |
| Dinamarca (IFPI Dinamarca)                              | 1              |
| Escócia (Scottish Singles and Albums Charts)            | 1              |
| Eslovênia (Recording Industry Association of Slovenia)  | 1              |
| Espanha (Productores de Música de España)               | 1              |
| Estados Unidos (Billboard 200)                          | 1              |
| Estônia (R2 Eesti MüügiTabelis)                         | 2              |
| Finlândia (IFPI Finlândia)                              | 1              |
| França (Syndicat National de l'Édition Phonographique)  | 2              |
| França (SNEP top Albums Téléchargés)                    | 1              |
| Grécia (IFPI Grécia)                                    | 1              |
| Hungria (Magyar Hanglemezkiadók Szövetsége)             | 6              |
| Irlanda (Irish Albums Chart)                            | 2              |
| Itália (Federazione Industria Musicale Italiana)        | 2              |
| Japão (株式会社オリコン)                                | 50             |
| México (AMPROFON)                                       | 1              |
| Noruega (VG-Lista)                                      | 1              |
| Nova Zelândia (The Official New Zealand Music Chart)    | 1              |
| Países Baixos (MegaCharts)                              | 5              |
| Polônia (Związek Producentów Audio Video)               | 1              |
| Portugal (Associação Fonográfica Portuguesa)            | 3              |
| Reino Unido (UK Albums Chart)                           | 1              |
| Reino Unido (UK Digital Albums)                         | 1              |
| Chéquia (IFPI Czech Republic)                           | 4              |
| Rússia (Российские музыкальные чарты)                   | 1              |
| Suécia (Swedish Recording Industry Association)         | 6              |
| Suíça (Schweizer Hitparade)                             | 2              |
| Taiwan (G-Music)                                        | 7              |

| Região (Certificador)  | Certificação | Vendas   |
| ---------------------- | ------------ | -------- |
| Alemanha (BVMI)        | Ouro         | 100.000+ |
| Austrália (ARIA)       | Ouro         | 35.000+  |
| Áustria (IFPI Áustria) | Ouro         | 7.500+   |
| Brasil (ABPD)          | Platina      | 40.000+  |
| Canadá (Music Canada)  | Ouro         | 40.000+  |
| Estados Unidos (RIAA)  | Ouro         | 500.000+ |
| França (SNEP)          | Platina      | 100.000+ |
| Itália (FIMI)          | Ouro         | 25.000+  |
| México (AMPROFON)      | Ouro         | 30.000+  |
| Polônia (ZPAV)         | Platina      | 20.000+  |
| Reino Unido (BPI)      | Ouro         | 100.000+ |

## Histórico de lançamento
Ultraviolence foi distribuído nos formatos de Compact Disc (CD) e download digital nos continentes europeu e americano entre os dias 13 e 17 de junho de 2014, através das gravadoras Universal Music, Interscope e Polydor Records. Foi lançado em uma versão padrão e uma especial, trazendo onze faixas na primeira e catorze na segunda, além de ter sido lançado em uma edição box set limitada.
| País           | Data                 | Formato              | Gravadora       |
| -------------- | -------------------- | -------------------- | --------------- |
| Alemanha       | 13 de junho de 2014  | CD, download digital | Universal Music |
| Áustria        | 13 de junho de 2014  | CD, download digital | Universal Music |
| Brasil         | 13 de junho de 2014  | CD, download digital | Universal Music |
| Suíça          | 13 de junho de 2014  | CD, download digital | Universal Music |
| França         | 16 de junho de 2014  | CD, download digital | Universal Music |
| Portugal       | 16 de junho de 2014  | CD, download digital | Universal Music |
| Reino Unido    | 16 de junho de 2014  | CD, download digital | Polydor         |
| Canadá         | 17 de junho de 2014  | CD, download digital | Universal Music |
| Espanha        | 17 de junho de 2014  | CD, download digital | Universal Music |
| Estados Unidos | 17 de junho de 2014  | CD, download digital | Interscope      |
| Itália         | 17 de junho de 2014  | CD, download digital | Polydor         |
| Japão          | 18 de junho de 2014  | CD, download digital | Interscope      |
| China          | 24 de agosto de 2014 | CD, download digital | Universal Music |